# بالتیمور (کشتی یدک‌کش)
بالتیمور (کشتی یدک‌کش) (به انگلیسی: Baltimore (tug)) یک کشتی است که طول آن ۸۴٫۵ فوت (۲۵٫۸ متر) می‌باشد. این کشتی در سال ۱۹۰۶ ساخته شد.